# پوکا ماچای
پوکا ماچای (به اسپانیایی: Puka Mach'ay) یک کوه در پرو است که در Peru, Ancash Region واقع شده‌است. پوکا ماچای ۵٬۰۰۰ متر بالاتر از سطح دریا واقع شده‌است.